# ويلي ميريس
ويلي ميريس (بالفرنسية: Willy Mairesse)‏ (و. 1928 – 1969 م) هو سائق فورمولا 1، وسائق سيارة سباق بلجيكي، شارك في لو مان 24 ساعة، توفي في أوستند، عن عمر يناهز 41 عاماً.